# Leo Falcam

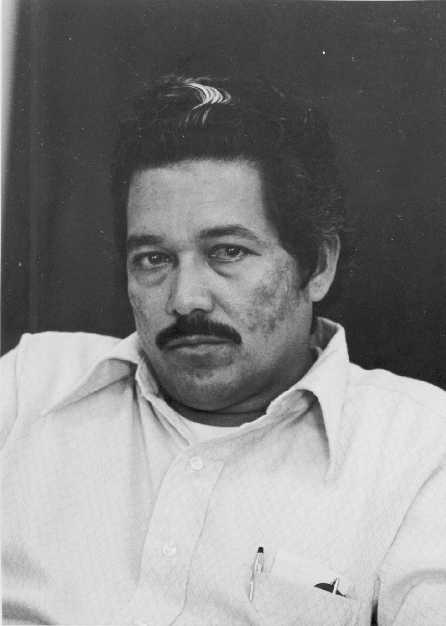
Leo Falcam

Leo Amy Falcam (* 20. November 1935 auf Pohnpei; † 12. Februar 2018 ebenda) war ein Politiker der Föderierten Staaten von Mikronesien.
Er war von 1979 bis 1983 Gouverneur von Pohnpei. Von 1997 bis 1999 war er Vizepräsident und vom 11. Mai 1999 bis zum 11. Mai 2003 der fünfte Präsident der Föderierten Staaten von Mikronesien.